# Gran Premio de Finlandia de Motociclismo de 1964
El Gran Premio de Finlandia de Motociclismo de 1964 fue la décima prueba de la temporada de 1964 del Campeonato Mundial de Motociclismo. El Gran Premio se disputó el 30 de agosto de 1964 en el Circuito de Imatra.

## Resultados 500cc
Phil Read estaba en el segundo lugar de la general antes del comienzo, pero no viajó a Finlandia porque la categorías de 250cc no corría aquí. Eso le dio a Jack Ahearn la oportunidad de ganar y casi alcanzarlo en el segundo lugar. Mike Duff quedó en segundo lugar por delante de Gyula Marsovszky.
| Pos.    | Piloto               | Equipo    | Tiempo       | Pts. |
| ------- | -------------------- | --------- | ------------ | ---- |
| 1       | Jack Ahearn          | Norton    | 1h 08' 51" 6 | 8    |
| 2       | Mike Duff            | Matchless | +4" 8        | 6    |
| 3       | Gyula Marsovszky     | Matchless | +30" 9       | 4    |
| 4       | Nikolai Sevostianov  | CKEB      | +52" 5       | 3    |
| 5       | Paddy Driver         | Matchless | +1' 03" 1    | 2    |
| 6       | Lewis Young          | Matchless | +1' 38" 2    | 1    |
| 7       | Derek Woodman        | Matchless |              |      |
| 8       | Jouko Ryhänen        | Matchless |              |      |
| 9       | Jack Findlay         | Matchless |              |      |
| 10      | Thomas Gill          | Matchless |              |      |
| 11      | Hannu Kuparinen      | Matchless |              |      |
| 12      | Antero Ventoniemi    | Matchless |              |      |
| Ret     | Teuvo Laakso         | Matchless | Ret          |      |
| Ret     | Fred Stevens         | Matchless | Ret          |      |
| Ret     | Endel Kiisa          | CKEB      | Ret          |      |
| Ret     | Veikko Sulasaari     | Norton    | Ret          |      |
| Ret     | Sven-Olov Gunnarsson | Norton    | Ret          |      |
| Ret     | Bosse Granath        | Matchless | Ret          |      |
| Ret     | Agne Carlsson        | Matchless | Ret          |      |
| Ret     | Pentti Lehtelä       | Norton    | Ret          |      |
| Ret     | Bror-Erland Carlsson | Matchless | Ret          |      |
| Ret     | Anssi Resko          | Matchless | Ret          |      |
| Fuente: |                      |           |              |      |

## Resultados 350cc
Jim Redman ya era campeón mundial de 350cc pero su Honda RC 172 seguía imbatible. Su amigo Bruce Beale fue segundo con la Honda CR 77 de dos cilindros. Otra cuatro cilindros, la Vostok de Endel Kiisa, terminó tercera.
| Pos. | Piloto              | Equipo | Tiempo     | Pts. |
| ---- | ------------------- | ------ | ---------- | ---- |
| 1    | Jim Redman          | Honda  | 1h 02' 48" | 8    |
| 2    | Bruce Beale         | Honda  | +1' 29"    | 6    |
| 3    | Endel Kiisa         | CKEB   | +1' 43"    | 4    |
| 4    | Alan Shepherd       | MZ     | +2' 10"    | 3    |
| 5    | Mike Duff           | AJS    | +2' 10"    | 2    |
| 6    | Derek Woodman       | AJS    |            | 1    |
| 7    | Yuru Randla         | Vostok |            |      |
| 8    | Taneli Lepo         | Norton |            |      |
| 9    | Lewis Young         | AJS    |            |      |
| 10   | Fred Stevens        | AJS    |            |      |
| 11   | Gustav Havel        | Jawa   |            |      |
| 12   | Gyula Marsovszky    | Norton |            |      |
| 13   | Nikolai Sevostianov | Vostok |            |      |
| 14   | Pentti Heino        | AJS    |            |      |
| 15   | Hannu Kuparinen     | Norton |            |      |
| 16   | Jack Ahearn         | Norton |            |      |
| 17   | Topi Vainio         | AJS    |            |      |
| Ret  | Paddy Driver        | AJS    | Ret        |      |

## Resultados 125cc
La victoria de Luigi Taveri en la carrera de 125cc puso fin a las posibilidades de Jim Redman de ser campeón mundial en esta categoría. Los candidatos al podio terminaron a un segundo de diferencia entre ellos. Redman fue derrotado por poco por Ralph Bryans.
| Pos. | Piloto           | Moto    | Tiempo       | Pts. |
| ---- | ---------------- | ------- | ------------ | ---- |
| 1    | Luigi Taveri     | Honda   | 1h 00' 22" 4 | 8    |
| 2    | Ralph Bryans     | Honda   | +0" 8        | 6    |
| 3    | Jim Redman       | Honda   | +1" 1        | 4    |
| 4    | Bert Schneider   | Suzuki  | +1' 26" 9    | 3    |
| 5    | Klaus Enderlein  | MZ      | +1 Vuelta    | 2    |
| 6    | Dieter Krumpholz | MZ      | +1 Vuelta    | 1    |
| 7    | Gary Dickinson   | Honda   |              |      |
| 8    | Gyula Marsovszky | Bultaco |              |      |
| 9    | Vesa Kuusisto    | Honda   | + 2 Vueltas  |      |
| 10   | Topi Vainio      | Bultaco |              |      |
| Ret  | Hugh Anderson    | Suzuki  | Ret          |      |
| Ret  | Alan Shepherd    | MZ      | Ret          |      |
| Ret  | Frank Perris     | Suzuki  | Ret          |      |
| Ret  | Bruce Beale      | Honda   | Ret          |      |
| Ret  | Seppo Nappi      | Honda   | Ret          |      |
| Ret  | Peter Eser       | Honda   | Ret          |      |

## Resultados 50cc
Teóricamente, Ralph Bryans aún podría convertirse en campeón mundial si ganaba, pero se retiró. Hugh Anderson, quien llegó a Finlandia como líder de la Copa Mundial, también ganó aquí y se aseguró su título mundial. Hans-Georg Anscheidt quedó en segundo lugar con Kreidler para Luigi Taveri, quien montó una Kreidler como piloto privado.
| Pos. | Piloto               | Moto     | Tiempo    | Pts. |
| ---- | -------------------- | -------- | --------- | ---- |
| 1    | Hugh Anderson        | Suzuki   | 32' 54" 8 | 8    |
| 2    | Hans-Georg Anscheidt | Kreidler | +0" 7     | 6    |
| 3    | Luigi Taveri         | Kreidler | +43" 9    | 4    |
| 4    | Isao Morishita       | Suzuki   | +50" 5    | 3    |
| 5    | Rudolf Kunz          | Kreidler | +59" 2    | 2    |
| 6    | Charlie Mates        | Honda    |           | 1    |
| 7    | Iao Plumridge        | Honda    |           |      |
| 8    | Peter Eser           | Honda    |           |      |
| 9    | Jim Pink             | Honda    |           |      |
| 10   | Matti Salonen        | Pyrkijä  |           |      |
| Ret  | Ralph Bryans         | Honda    | Ret       |      |